# لوسيل كارول
لوسيل كارول (بالإنجليزية: Lucille Carroll)‏ هي مغنية وممثلة أمريكية، ولدت في 10 يونيو 1906، وتوفيت في 23 أكتوبر 2002.

## وصلات خارجية
- لوسيل كارول على موقع IMDb (الإنجليزية)
- لوسيل كارول على موقع قاعدة بيانات برودواي على الإنترنت (الإنجليزية)